# ویلیام دیمولین
ویلیام دیمولین (انگلیسی: William Dimoline؛ ۱۸۹۷ – ۲۴ نوامبر ۱۹۶۵) فرد نظامی اهل بریتانیا بود. وی همچنین برندهٔ جوایزی همچون صلیب نظامی شده‌است.